# Концерт (Гверчіно)
«Концерт» —  картина італійського художника Гверчіно (1591—1666).
Одну з перших композицій на тему «Концерт» створив художник з Феррари Лоренцо Коста у 1490 році. Він наче задав канон, за яким десятиліттями будуть створювати схожі концерти Матіа Преті чи Бабюрен, інші послідовники Лоренцо Коста і Караваджо.
«Концерт» Гверчіно — ранній твір майстра. Йому не було і 30, коли він звернувся до подібної теми. Мало скутий традиційними схемами, талановитий  Гверчіно неодноразово бачив вечірки з музиками. Молодь збиралась в сутінки, коли закінчилася робота і спадала спека.   

## Опис твору
Одну з подібних вечірок і намалював Гверчіно. Місце біля неширокої річки, яку перетинає бричка. Сонце вже сіло і густі тіні вкрили дерева і обличчя молоді. Але це не стало в заваді грати на музичних інструментах, бо твір знають добре і ноти не потрібні. Мелодія чиста й спокійна, як і пейзаж поряд. Цеодин з найкрасивіших пейзажів Гверчіно. Доповнений концертом молоді, він став маленьким шедевром майстра.